# Michael Dennert
Michael Dennert (* um 1935; † 22. Mai 2016) war ein deutscher Jazzmusiker (Schlagzeug).
Dennert spielte in den 1960er-Jahren im Quartett von Manfred Burzlaff, das 1965 das Album Jazz for Dancing vorlegte, und gehörte dem Trio von Joe Haider an. Weitere Aufnahmen entstanden mit Olaf Kübler & Jan Hammer Trio (Turtles – Live at Domicile 1968, enja 2007) und Pony Poindexter (The Happy Life of Pony, MPS 1970; Mitschnitte aus 1968 auf The Exciting Jazz of the Early Seventies, enja 2017), 1975 mit Eugen Cicero sowie in der Formation Spirit (gleichnamiges Album 1986, mit Joe Kienemann und Peter Bockius). 1996 trat er auf dem Jazzfest München mit dem Katrin Maurer Quartett auf, 2005 beim Festival Swing an der Donau mit dem Münchener Sextett Swing Size.